# Joseph Pouliquen
Joseph Marie Guillaume Pouliquen (Saint-Malo, 20 novembre 1897 – Parigi, 24 settembre 1988) è stato un militare e aviatore francese, già distintosi come ufficiale nel corso della prima guerra mondiale. Richiamato in servizio poco dopo lo scoppio della seconda guerra mondiale fu primo comandante del Groupe de chasse N.3 Normandie-Niémen.

## Biografia
Nacque il 20 novembre 1897 a Saint-Malo nell'Ille-et-Vilaine, figlio di Joseph-Marie, di professione capo cancelliere presso il tribunale civile della città, e di Marie Lefebvre.
Dopo aver conseguito la prima parte del baccalaureato, all'età di diciassette anni, nel marzo del 1915, decise di arruolarsi nell'Armée de terre per la durata della guerra. Entrò a far parte dell'artiglieria a Dinan e, dopo tre mesi di lezioni, ottenne un incarico nei Dardanelli (Turchia) con il 176° Reggimento di artiglieria, e fu lì che ricevette il suo battesimo del fuoco. Nell'agosto del 1915 fece domanda a Salonicco (Grecia) per essere trasferito alla fanteria, dove venne nominato caporale. Dopo aver completato il corso di addestramento a Saint-Cyr l'anno successivo, al termine del quale fu promosso sergente, venne assegnato come aspirante ufficiale al 26° Reggimento fanteria. Inviato sul fronte occidentale, rimase ferito il 16 aprile del 1917 sullo Chemin des Dames.
Dichiarato inabile alla vita in trincea, nel dicembre di quell'anno chiese, ed ottenne, il trasferimento all'Aéronautique Militaire. Assegnato come allievo pilota a Chartres, dopo 25 ore di volo, il 22 gennaio 1918, ottenne il brevetto di pilota militare.
Assegnato come pilota alla Escadrille Bré.128, in forza al G.B.3, nel corso del 1918 riuscì ad effettuare una trentina di missioni volando sui Breguet Bre 14. 
Nel 1919, pilota presso la Escadrille Bré.590, fu distaccato presso la Missione militare francese inviata in Cecoslovacchia. Lì effettuò una quindicina di missioni contro i bolscevici. Smobilitato nel novembre 1919, insignito della Médaille militaire e della Croix de guerre 1914-1918, promosso sottotenente della riserva, decise di entrare nel mondo della stampa. Capo del settore pubblicitario presso L'Intransigeant, nel 1931 diviene creatore dei celebri annunci pubblicitari del quotidiano Paris-Soir.
Mobilitato alla fine del 1939, in piena seconda guerra mondiale, con il grado di capitano della riserva, fu dapprima destinato alla base aerea di Tolosa-Francazal, e poi a Orly e infine, nell'aprile del 1940, fu trasferito in Siria comandante della base aerea di Palmira.
Fu in Libano, a giugno, che apprese della firma del firma dell'armistizio con la Germania. Smobilitato a Orano nel novembre 1940, tornò a Saint-Malo dove, deciso a continuare a combattere, decise di arruolarsi nelle Forze francesi libere del generale Charles de Gaulle. 
Impossibilitato a raggiungere l'Inghilterra via mare, riuscì ad arrivare nella Zona Franca dove incontrò i suoi amici del quotidiano Paris Soir la cui redazione si era trasferita a Lione; il direttore del giornale gli diede quindi un cosiddetto "ordine di missione" come inviato speciale, incaricandolo di fare reportage dall'Africa.
Nell'aprile del 1941 riuscì a raggiungere Orano e poi Algeri; dopo Colomb-Béchar, entrò nel deserto. Attraversò l'Hoggar proseguendo verso Gao, Niamey, poi Cotonou (Dahomey). Nonostante le imposizioni di un'amministrazione rimasta fedele al governo di Vichy, intraprese la traversata Lomé-Abidjan. Munito di visto per Dakar, via Liberia, giunse a Monrovia dopo aver camminato 400 chilometri attraverso la savana. 
Raggiunta Freetown, in Sierra Leone, lì firmò il suo arruolamento (matricola n° 31350) nelle Forze francesi libere il 29 settembre 1941. Informato tramite telegramma del suo arrivo, il generale Martial Valin, comandante delle Forces aériennes françaises libres, gli chiese se si sarebbe offerto volontario per andare a Beirut. Senza esitazione, raggiunse Lagos su una nave costiera inglese e lasciò la Nigeria su un aereo della Royal Air Force. Il viaggio verso il Libano fu effettuato via Ciad, Sudan ed Egitto.
Nel novembre 1941 fu nominato vicecomandante del gruppo caccia "Alsace", allora al comando di Jean Tulasne, grazie alla sua buona conoscenza della lingua inglese e alla sua esperienza, creò una formazione omogenea i cui piloti si sarebbero distinti in Libia, affrontando la Regia Aeronautica e la Luftwaffe.
Al Gruppo da caccia fu quindi assegnato il compito di difendere Haifa con aerei in cattive condizioni generali e poi di trasportare nuovi aerei ai vari reparti.
Il 25 gennaio 1942 assunse il comando del Groupe de chasse "Alsace" sulle rive del Canale di Suez, nel cuore della campagna di Libia. Pochi giorni dopo assunse anche il comando del Groupe de bombardement "Lorraine", per due mesi, il cui personale fu immediatamente inviato a riposare in Siria.
Fu promosso al grado di maggiore il 15 marzo 1942. Sotto il suo comando, dopo Bir-Hakeim, nel giugno 1942, il Groupe de chasse "Alsace" partecipò attivamente alla campagna di Libia e in particolare alla difesa della città di Alessandria d'Egitto minacciata dalle forze italo-tedesche comandate dal generale Erwin Rommel.
Il 1 settembre 1942, a Beirut, venne a sapere personalmente da de Gaulle che gli era stata affidata la missione di formare un nuovo gruppo di caccia destinato a combattere sul fronte orientale a fianco dell'Armata Rossa. Intraprese quindi la formazione del Groupe de chasse n. 3 "Normandie", che ben presto sotto il suo comando si trasferì, via Teheran, a Ivanovo, in Unione Sovietica.
Il 22 febbraio 1943 lasciò il comando del Regiment de chasse Normandie-Niémen per tornare in Inghilterra dove, nel giugno dello stesso anno, fu nominato vicecomandante del Groupe de bombardement "Lorraine", allora al comando del colonnello Henry de Rancourt de Mimérand, con il quale effettuò dieci missioni sulla Germania come mitragliere di torretta.
Nel febbraio 1944 venne nominato vicecomandante della FAFL in Gran Bretagna, allora al comando del colonnello Édouard Corniglion-Molinier, e assegnato come ufficiale di collegamento anziano al comando britannico del Wing 145 (British Liberation Army - 145 Wing) per le operazioni in Normandia, nel nord della Francia e in Belgio.
Promosso tenente colonnello nel marzo 1945, tornò a volare e a combattere con il Groupe de bombardement "Lorraine" alla fine di aprile 1945, effettuando cinque nuove missioni offensive, in particolare su Brema e Amburgo.
Smobilitato l'anno successivo si stabilì a Saint-Paul-de-Vence dove si affermò come antiquario. Nel 1974 lasciò Saint-Paul-de-Vence per tornare a Saint-Malo, dove nel 1980 ottenne la cittadinanza onoraria. Si spense a Parigi il 24 settembre 1988, presso l'Istituto nazionale degli invalidi. Il suo funerale ebbe luogo nella Cattedrale di San Luigi degli Invalidi. Fu sepolto a Saint-Méloir-des-Ondes, vicino a Cancale, nell'Ille-et-Vilaine.